# Хіротонія (Стародавня Греція)
Хіротонія (грец. χειροτονία) — голосування підняттям рук у давньогрецьких народних зборах як при обговореннях державних справ, так і під час виборів.
Часто таке голосування називалося грец. ψηφίζεσθαι — голосування, звідки результат голосування — грец. ψήφισμα — псіфізма. Голос меншини називався грец. ἀποχειροτονία — апохіротонія. В окремих філах ця дія називалася звичайно грец. αί̔ρεσις. Таким чином, обрані посадові особи називалися χειροτονητοί або αἱρετοί, на противагу тим, які обирались за жеребом — так звані, κληρωτοί або κυαμευτοί.